# Диявол (геральдика)
Диявол — поширена фігура в геральдиці, яка зображується в людській формі з двома рогами, хвостом і копитами. На гербі часто зображена боротьба з архангелами Гавриїлом або Михаїлом. Як правило ангел стоїть переможцем над брехливим сатаною.

## Опис
Зображення диявола неоднорідне. Йому дають крила, зазвичай крила кажана, для ідентифікації, і іноді він має тризубець. Його зовнішність «прикрашають» гострі вуха або коротка цапина (козяча) борода.
Колірна схема не фіксована. Найчастіше перевага віддається чорному або червоному кольору. Іноді герб може бути промовистим, скажімо символізує прізвище Тойфель.

## Символіка
Диявол у геральдиці може символізувати:
- Зло, гріх, небезпеку та спокусу. Його зображення на гербі може бути нагадуванням про те, що зло завжди присутнє у світі і що ми повинні бути обережні, щоб не піддатися спокусі.
- Боротьбу між добром і злом. Це нагадування про те, що добро завжди перемагає зло, навіть якщо в певний момент воно може здатися переможеним.
- Захист від зла. Зображення диявола на гербі може розглядатися як символ захисту від зла. Це може бути нагадуванням про те, що Бог завжди перебуває з нами і захищає нас від зла.
- Революцію чи протест. Диявол може бути використаний як символ революційного чи протестного духу, виражаючи незгоду або опозицію до певного порядку чи системи.

У деяких випадках диявол може символізувати труднощі. Наприклад, у середньовічній Європі він іноді зображувався як труднощі, які долають мандрівники і торговці.
|  |  |  |  |  |  |  |